# Eleocharis albida
Eleocharis albida är en halvgräsart som beskrevs av John Torrey. Eleocharis albida ingår i släktet småsäv, och familjen halvgräs. Inga underarter finns listade i Catalogue of Life.